# Амалія Вассербергер
Амалія Вассербергер, також Мавка Вассербергер (народилася 1 квітня 1869, Тромбки, померла 29 січня 1936, Краків ) — єврейська громадська діячка та меценат.

## Біографія
Народилася 1 квітня 1869 року в Тромбках  . Вийшла заміж за купця Германа Вассербергера, власника рисової фабрики в Кракові  . Подружжя жило в Подґуже і разом допомагало нужденним , керуючи, серед іншого, власним фондом допомоги бідним. Амалія підтримала, серед іншого, розширення єврейського сирітського будинку  та заповідала кам’яницю на вул. Кракуса, 8 (будинок, де вона деякий час жила з родиною) Товариству Єврейського дитячого будинку . У 1941 р. Єврейський сиротинець був перенесений зі свого офісу на вул. Дітла, 64 до багатоквартирного будинку, подарованого Вассербергергом, який тоді знаходився в краківському гетто ; заклад перебував там 13 місяців, доки межі гетто не були скорочені . У 1960 році ця будівля також була передана державній скарбниці, яка наприкінці 1970-х років передала її у безстрокове користування Головній управі Ліги охорони природи.
Померла Амалія Вассербергер 29 січня 1936 року  у Кракові  . Похована на старому єврейському цвинтарі в Подгуже .

## Вшанування пам'яті
Після смерті дружини Герман Вассербергер фінансував будівництво лазарету для єврейської лікарні; павільйон був названий на честь Амалії  . 13 листопада 1936 р. на вул. Стромей, 9, де на той час була синагога, відкрито пам’ятну дошку на вшанування її заслуг у сфері благодійництва . На вул. Кракуса, 8, у свою чергу, є дві меморіальні дошки, що нагадують про Амалію Вассербергер: одна на фасаді будівлі, інша всередині .

## Виноски
1. 1 2 3 4  https://issuu.com/przestrzenkobiet/docs/krakowski_szlak_kobiet_iv_tom
2. 1 2 3 4 5 6 7 8 9 10 11  Danek, 2012.
3. ↑  Amalja Wasserbergowa, Nowy Dziennik (пол.), 31 січня 1936: 5